# Obkročné vozidlo

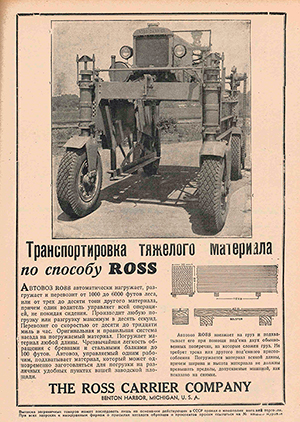
Reklama v ruském tisku

Obkročné vozidlo, anglicky straddle carrier, má schopnost nadjet nad nakládané břemeno, zvednout ho a převézt na určené místo. Velký rozchod kol přední i zadní nápravy umožňuje přesah zavěšeného břemene před i za vozidlo. To umožňuje převoz dlouhého materiálu. 

## Historie
Harry B. Ross sestrojil vozidlo ve firmě Stetson-Ross Machine Works v Seattlu (Washington) a 11. května 1914 si podal přihlášku US1209209  “MOTOR-TRUCK” na obkročné vozidlo pro přepravu prken. Další přihlášku US1271946 na “MOTOR-VEHICLE” si podal 4. prosince 1916. 
Carl F. Gerlinger z Dallasu (Oregon) si podal přihlášku US1422958 "Lumber carrier " dne 30. srpna 1921 a další US1457025 "Lumber carrier "dne 30. března 1922. Název patentu se stal všeobecně používaný pro tento typ vozidel.
Gustav A. Grab z Portlantu (Oregon) přihlásil společně s firmou Willamette Iron and Steel Works několik patentů na uchopovací zařízení obkročných vozidel. Později byla firma známa jako Willamette Hyster Company.

## Straddle carrier

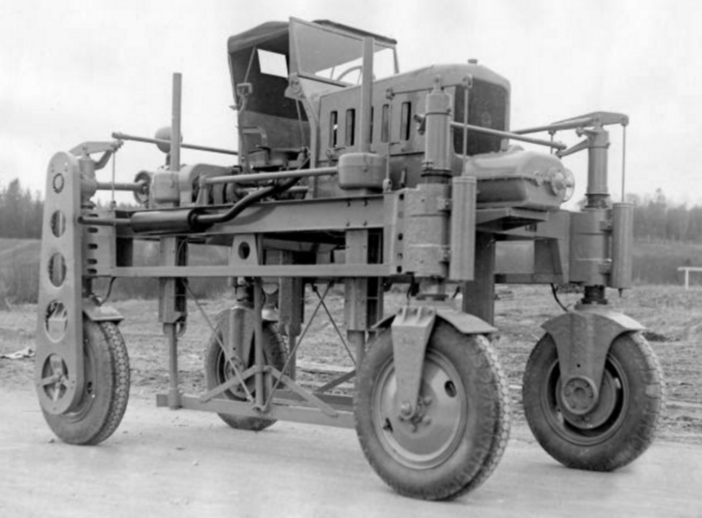
Valmet z konce 40. let

Z dřevozpracujícího průmyslu se vozidlo rozšířilo do výroby stavebních hmot nebo hutních podniků. Mimo zmíněných společností Gerlinger, Hyster a Ross (od roku 1953 Clark) vyráběly obkročná vozidla také další firmy v USA. 
V Evropě vyráběla vozidla finská firma Valmet (Valtion Metallitehtaat) – Státní železárny, která vznikla kvůli Sovětskému svazu a jeho požadavku splatit válečné reparace stroji. 
Protože reparace skončily 18. září 1952, vyrobil Solombalskij strojírenský závod „Lesosudomašstroj“ (Archangelsk) prvních 13 poválečných pětitunových vozidel. Byly postaveny na bázi nákladního automobilu ZiS-150.

## Československo
Železiarne Podbrezová, a.s. v Podbrezové na Slovensku (tehdy Švermove Železiarne Podbrezová) provozovaly od roku 1967 stroje Clark, od 80. let je nahrazovaly stroje Valmet. V roce 2016 (už v samostatné Slovenské republice) koupily železárny stroj Hyster. Při přepočtu 1 motohodina = 40 kilometrů, najel stroj z roku 1998 za 18 let milion kilometrů. Přepočet zohledňuje časté rozjíždění, brzdění a zatáčení vozidla.

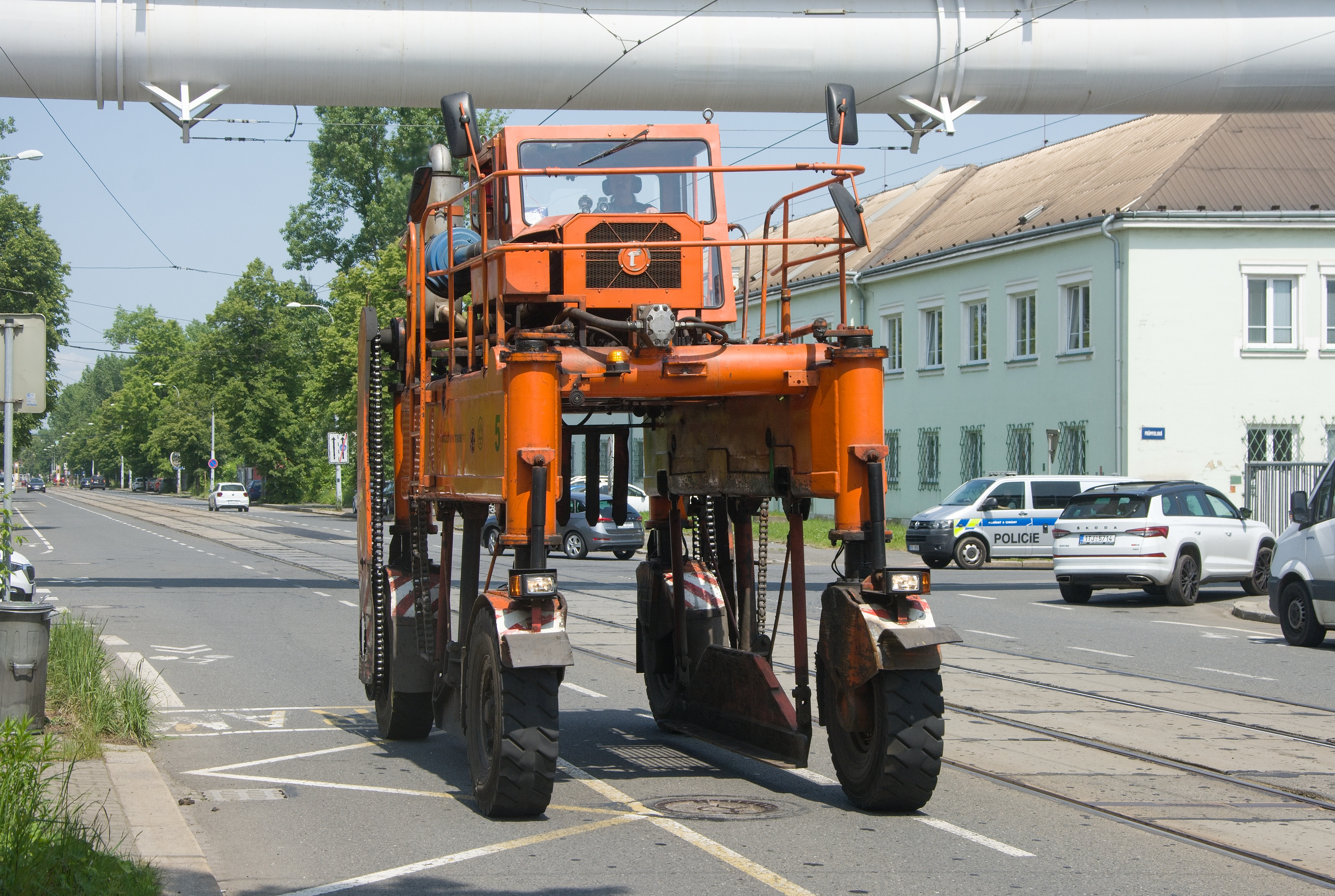
Obkročné vozidlo na ulici 1. máje v Moravské Ostravě

ČKD, Švermovy závody Slaný, vyrábělo vozidlo „Portálový obkročný vůz pro paletovou přepravu břemen do 22 t“ PD OV 220 oceněné v roce 1971 na Mezinárodním strojírenském veletrhu. Bylo vybaveno motorem LIAZ ML 634, hydrodynamickým měničem a převodovkou, která umožňovala řazení pod zatížením. Všechna kola byla řízená a tím bylo dosaženo vnějšího poloměru otáčení 6,3 metru. Dalším výrobkem závodu byl obkročný jeřáb PDO 30 s nosností 30 tun.
Vítkovické železárny používaly tato vozidla k přepravě ingotů z ocelárny do válcoven. Vzhledem k tomu, že jednotlivé závody jsou rozmístěny po městě, jezdila tato vozidla v běžném provozu. Jedním z problémů, který provoz mezi auty, chodci a tramvajemi přinášel, bylo podjíždění prázdných vozidel motocyklisty. Dalším problémem bylo překračování nápravového tlaku a devastace vozovek. V roce 2005 jezdila vozidla Clark po trase Mostárenská, 1. máje, Průmyslová, Výstavní, 9. května pouze v denních hodinách.

## Prudký rozvoj

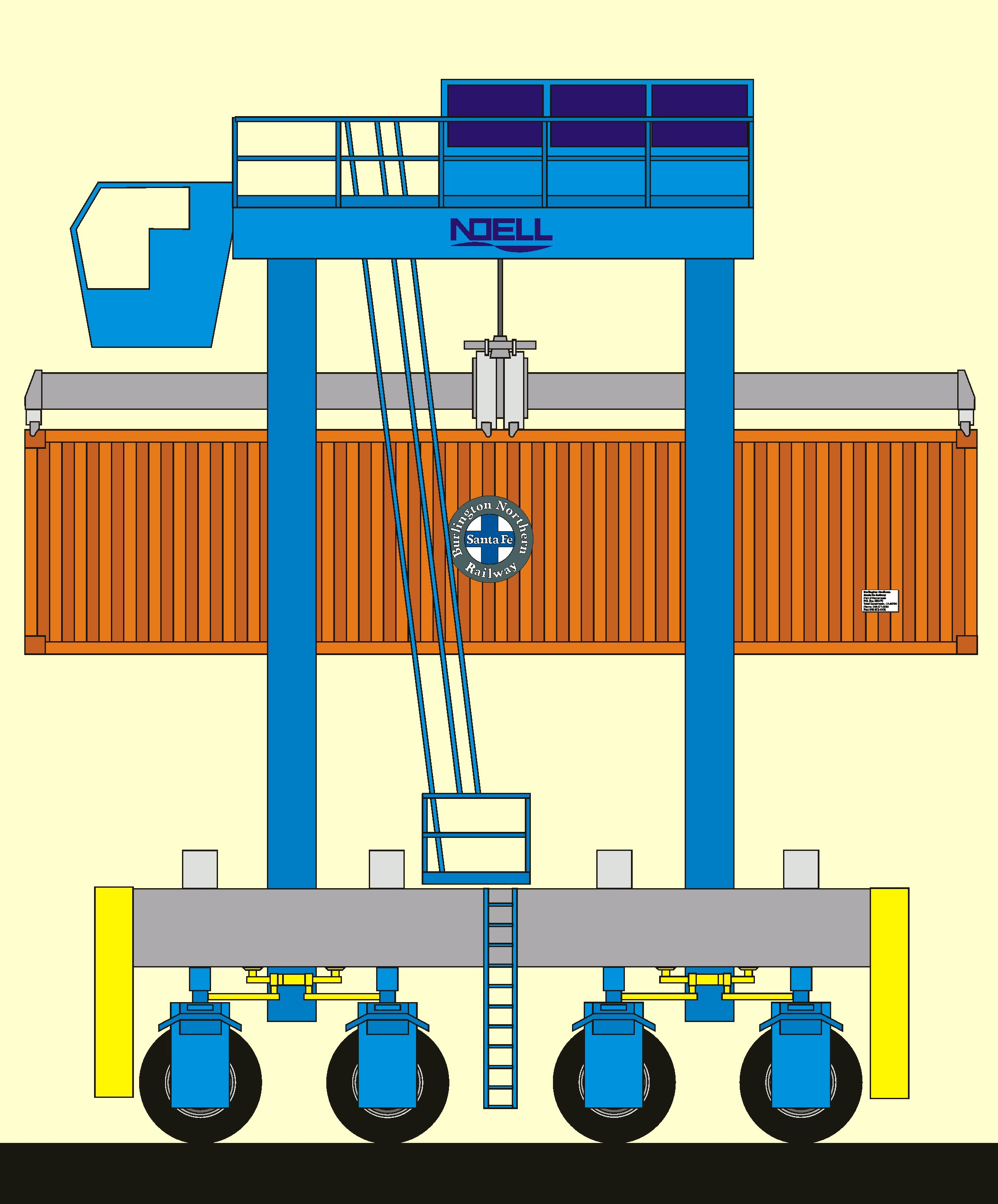

26. dubna 1956, kdy Malcom Purcell McLean vypravil svou první kontejnerovou loď, nastala nová éra. Tisíce kontejnerů byly nakládány za pomocí jeřábů a převáženy za pomocí obkročných vozidel. Tato vozidla měla další schopnost – stohování kontejnerů. 

## Filmy
Filmaři použili vozidla ve svých filmech. Humorná pointa byla často v podjetí vozidla osobním automobilem. Filmy z produkce amerických studií: 
Ross Carrier: film „Sherlock Jr.“ z roku 1924 
Neidentifikovatelný: krátký film „Busy Bodies“ z roku 1933 (Laurel a Hardy)
Ross Carrier (Series 90): krátký film „Chicago“ z roku 1945
Neidentifikovatelný: film „Watch the Birdie“ z roku 1950
Hyster MH3: film „Monkey Business“ z roku 1952
Gerlinger: televizní seriál „CHiPs“ z let 1977-1983, díl 1/07